# JRockit
JRockit是一个专有Java虚拟机（JVM），最初是由Appeal Virtual Machines开发的，2002年被BEA Systems收购，2007年BEA Systems被Oracle收购，2008年又成为Oracle Fusion Middleware的一部分。 
在JavaOne2010大会上，Oracle宣布JRockit的优秀特性将会在OpenJDK上实现。目前，JRockit和HotSpot正在整合，目标是在JDK 8发布之时发布整合后的代码库。
2011年5月，Oracle宣布JRockit免费发布，并确认他们计划在OpenJDK上移植JRockit的特性。

## 性能
JRockiet的许多JRE .class文件完全复制自HotSpot。JRockit覆盖了与JVM密切相关的部分.class文件，因此在提高JVM性能的同时还保持了API的兼容性。
Oracle声称使用JRockit虚拟器可以带来显著的性能提升。早期的服务器JVM基准测试往往标明HotSpot的服务器性能较好，但JRockit有更好的可扩展性。

## 支持的CPU类型
- Intel x86
- Intel x86-64
- Intel Itanium（支持已终止）
- Sun/SPARC

## JRockit Mission Control
JRockit5.0 R26版捆绑了一套名为JRockit Mission Control的工具。其中包括： 
- 互动式管理控制台，其可视化了垃圾回收等性能统计数据
- 运行时性能分析工具Runtime Analyzer
- 内存分析工具Memory Leak Detector

从R27.3版开始，工具套件还包括一个延时分析器，其可视化了同步、文件/网路 I/O、内存分配和垃圾回收造成的线程停止的统计数据。